# Băița de sub Codru
Băița de sub Codru – wieś w Rumunii, w okręgu Marmarosz, w gminie Băița de sub Codru. W 2011 roku liczyła 1546 mieszkańców.